# Marcela Voyame
Marcela Voyame is een tennisspeelster uit Argentinië.
Op het gemengd-dubbelspeltoernooi van Roland Garros in 1978 speelde zij samen met landgenoot Guillermo Aubone, en op Roland Garros in 1979 met de Braziliaan E. Botto.